# Phil Roman
Philip "Phil" Roman est un réalisateur et producteur américain né le 21 décembre 1930 à Fresno en Californie aux États-Unis. Il est le fondateur des studios d'animation DPS Film Roman et Phil Roman Entertainment (en).

## Biographie

### Jeunesse
Philip Roman est né le 21 décembre 1930 à Fresno, en Californie. Ses parents étaient des travailleurs agricoles migrants mexicains. Il ne parlait que l'espagnol jusqu'à la maternelle. Après avoir été diplômé du San Joaquin Memorial High School , il a déménagé à Hollywood, en Californie , et a obtenu une bourse pour l'école du Hollywood Art Center.

### Carrière
Roman commence sa carrière en 1955 en tant qu'assistant animateur pour le classique d'animation de Disney La Belle au bois dormant. Au début de sa carrière, Roman était un animateur pour les studios indépendants de Chuck Jones, Sib Tower 12 Productions et plus tard Chuck Jones Productions. Il était l'animateur principal de Comment le Grinch a volé Noël !, et a ensuite fourni un commentaire audio avec June Foray sur la sortie DVD du film. Dans les années 1970, Roman a réalisé plusieurs des animés spéciaux Peanuts produits au studio de Bill Melendez.
En 1984, Roman a fondé son propre studio d'animation, Film Roman, qui a produit l'animation des émissions spéciales télévisées de Garfield. Il a réalisé l'ensemble des douze spéciaux de Garfield diffusés de 1982 à 1991. Il est également apparu dans le documentaire spécial Happy Birthday, Garfield !, qui est passé dans les coulisses à la fois de la bande dessinée et des versions animées de Garfield. En 1992, Roman est devenu producteur exécutif d'animation pour Les Simpson, sur lequel sa société a commencé à travailler à partir de la saison quatre, succédant à Klasky Csupo, qui a animé les trois premières saisons. La même année, il réalise Tom et Jerry, le film, premier long métrage de son studio.
En 1999, Roman a vendu son studio et a ensuite formé Phil Roman Entertainment. La société a produit l'animation spéciale Grandma Got Run Over by a Reindeer. Il a été superviseur de la production et producteur exécutif du film d'animation américano-mexicain El Americano: The Movie, sorti en 2016. À la suite de l'achat de Film Roman par Waterman Entertainment, Roman est retourné dans la société qu'il avait fondée en tant que président émérite.

## Filmographie

### Réalisateur
- 1973 : A Charlie Brown Thanksgiving (TV)
- 1974 : It's a Mystery, Charlie Brown (TV)
- 1974 : It's the Easter Beagle, Charlie Brown (TV)
- 1975 : Be My Valentine, Charlie Brown (TV)
- 1975 : You're a Good Sport, Charlie Brown (TV)
- 1976 : It's Arbor Day, Charlie Brown (TV)
- 1977 : Les Galères de Charlie Brown (Race for Your Life, Charlie Brown)
- 1977 : It's Your First Kiss, Charlie Brown (TV)
- 1978 : What a Nightmare, Charlie Brown! (TV)
- 1979 : You're the Greatest, Charlie Brown (TV)
- 1980 : She's a Good Skate, Charlie Brown (TV)
- 1980 : Bon Voyage, Charlie Brown (and Don't Come Back!)
- 1980 : Life Is a Circus, Charlie Brown (TV)
- 1981 : It's Magic, Charlie Brown (TV)
- 1981 : Someday You'll Find Her, Charlie Brown (TV)
- 1982 : Here Comes Garfield (TV)
- 1983 : Is This Goodbye, Charlie Brown? (TV)
- 1983 : Garfield on the Town (en) (TV)
- 1984 : Garfield in the Rough (en) (TV)
- 1985 : Garfield in Disguise (en) (TV)
- 1986 : Garfield in Paradise (en) (TV)
- 1987 : Garfield Goes Hollywood (en) (TV)
- 1987 : A Garfield Christmas Special (en) (TV)
- 1988 : Garfield: His 9 Lives (TV)
- 1989 : Garfield's Babes and Bullets (TV)
- 1989 : Garfield's Thanksgiving (TV)
- 1990 : Garfield's Feline Fantasies (TV)
- 1992 : Tom et Jerry: Le film (Tom and Jerry: The Movie)
- 2000 : Grandma Got Run Over by a Reindeer (TV)
- 2002 : Kelly Dream Club (vidéo)
- 2003 : Sweetsville (vidéo)

### Producteur
- 1984 : Garfield in the Rough (en) (TV)
- 1985 : Garfield in Disguise (en) (TV)
- 1986 : Garfield in Paradise (en) (TV)
- 1987 : Garfield Goes Hollywood (en) (TV)
- 1987 : A Garfield Christmas Special (en) (TV)
- 1988 : Garfield et ses amis (série télévisée)
- 1988 : Garfield: His 9 Lives (TV)
- 1989 : Garfield's Babes and Bullets (TV)
- 1989 : Garfield's Thanksgiving (TV)
- 1990 : Garfield's Feline Fantasies (TV)
- 1990 : Bobby's World (série télévisée)
- 1991 : Garfield Gets a Life (TV)
- 1992 : Mother Goose & Grimm (série télévisée)
- 1992 : Tom et Jerry: Le film (Tom and Jerry: The Movie)
- 1993 : Cro (série télévisée)
- 1993 : Animated Classic Showcase
- 1993 : The Animated Classic Showcase: The Legend of the Moor's Will (TV)
- 1993 : The Animated Classic Showcase: The Boy from Napoli (TV)
- 1994 : Profession : critique ("The Critic") (série télévisée)
- 1995 : Mortal Kombat: The Animated Series (série télévisée)
- 1995 : The Mask ("The Mask") (série télévisée)
- 1996 : The Story of Santa Claus (TV)
- 1996 : C-Bear and Jamal (série télévisée)
- 1996 : Bruno the Kid (série télévisée)
- 1997 : Les Rois du Texas ("King of the Hill") (série télévisée)
- 1997 : The Magic Pearl
- 2005 : An Animated Life: The Phil Roman Story

## Récompenses et nominations

### Récompenses
- 2016 : Prix Inkpot